# Орден Славы (Армения)
Орден Славы (арм. Փառքի շքանշան) — государственная награда Армении. Учреждён 22 декабря 2010 года.
С 2000 года, для награждения иностранцев, в Армении использовался орден Почёта, но с учреждением ордена Славы, его статут был изменён, им стали награждаться и граждане Армении.

## Правила награждения
Орденом награждаются:
- главы иностранных государств
- главы иностранных правительств,
- руководители международных организаций,
- лидеры духовенства (религиозные деятели)

Награждение производится за значительный вклад в укрепление и развитие межгосударственных отношений, в дело защиты мира и международной безопасности, прав и основополагающих свобод человека, за деятельность, стимулирующую развитие экономических связей, сохранение духовно-культурных ценностей.
Награждение орденом может быть произведено как по личной инициативе Президента Республики Армения, так и на основании ходатайства. Ходатайство о награждении орденом Славы может быть возбуждено исключительно Премьер-министром Республики Армения.

## Знак ордена
Знак ордена представляет собой позолоченный пятиконечный крест, на котором помещено изображение герба Армении. Основа ордена повторяет знак звезды Большого креста ордена Почётного легиона Франции.
Орден изготавливается на Санкт-Петербургском монетном дворе.

## Кавалеры ордена
- Дмитрий Медведев — Президент Российской Федерации (4 октября 2011 года)[3][2]
- Николя Саркози — Президент Франции (5 октября 2011 года)[4][5]
- Франсуа Олланд —  Президент Франции (12 мая 2014 года)[6][7]
- Томислав Николич — Президент Сербии (11 октября 2014 года)[8]
- Мэтью Фестинг — Князь и Великий магистр Суверенного военного гостеприимного ордена Святого Иоанна, Иерусалима, Родоса и Мальты (24 октября 2016 года)[9]
- Серджо Маттарелла — Президент Италии  (30 июля 2018 года)[10]